# کفتر کاکل‌به‌سر
کفتر کاکل به سر نام ترانه ای ساختهٔ ناصر تبریزی، آهنگساز و ویولونیست دهه پنجاه شمسی است که در سال ۱۳۵۲ توسط محمد باغبان اجرا شده‌است. شعر این ترانه را رضا شمسا سروده استاین آهنگ در آواز دشتی است.

## بازخوانی
در سال ۱۳۶۴ و درآمریکا، این ترانه با تغییرات اساسی در ریتم و تنظیم آهنگ، و تغییراتی جزئی در شعر، توسط معین، بازخوانی شد.

## متن شعر
| کفتر کاکل به سرهای های            |  | بال خود واکن بپرهای های            |
| کاکلی جون این سفرهای های          |  | این خبر از من ببرهای های           |
| بگو با یارم، مکن آزارم            |  | بگو برگرده، که دوسش دارم           |
| چشم به راشم من                    |  | خاطر خواشم من                      |
| اون به من هر چی گفته همه باطل بود |  | من به اون هر چی گفتم همه از دل بود |
| اون به من هر چی گفته همه باطل بود |  | من به اون هر چی گفتم همه از دل بود |
| همه از دل بود، همه از دل بود      |  | همه از دل بود                      |
| اون به من هر چی گفته همه باطل بود |  | من به اون هر چی گفتم همه از دل بود |
| اون به من هر چی گفته همه باطل بود |  | من به اون هر چی گفتم همه از دل بود |
| همه از دل بود، همه از دل بود      |  | همه از دل بود                      |
| کفتر کاکل به سرهای های            |  | بال خود واکن بپرهای های            |
| کاکلی جون این سفرهای های          |  | این خبر از من ببرهای های           |
| بگو با یارم، مکن آزارم            |  | بگو برگرده، که دوسش دارم           |
| چشم به راشم من                    |  | خاطر خواشم من                      |